# إدموند جي. ساذرلاند
إدموند جي. ساذرلاند هو صحفي وسياسي أمريكي، ولد في 1815، وتوفي في 16 مايو 1883. نشط حزبياً في الحزب الديمقراطي. وقد انتخب عضو جمعية ولاية نيويورك ‏ وانتخب عضو مجلس ولاية نيويورك ‏.